# کوسی اوکازاوا
کوسی اوکازاوا (ژاپنی: 岡澤 昂星؛ زادهٔ ۲۲ اکتبر ۲۰۰۳) یک بازیکن فوتبال اهل ژاپن است.
از باشگاه‌هایی که در آن بازی کرده‌است می‌توان به باشگاه فوتبال سرزو اوساکا اشاره کرد.